# Creugas apophysarius
Creugas apophysarius là một loài nhện trong họ Corinnidae.
Loài này thuộc chi Creugas. Creugas apophysarius được Lodovico di Caporiacco miêu tả năm 1947.